# Nicholas Fessenden

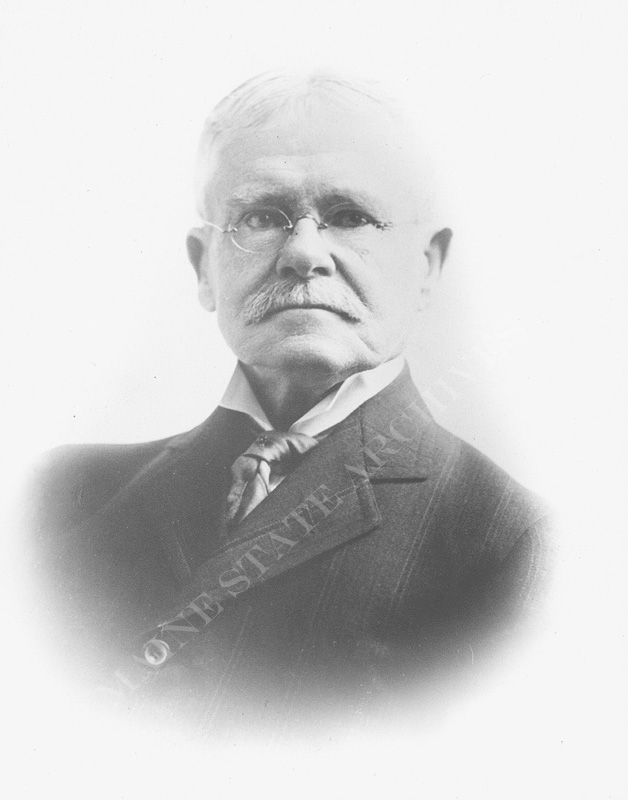
Nicholas Fessenden

Nicholas Fessenden (* 23. November 1847 in Saco, Maine; † 18. Dezember 1927 in Fort Fairfield, Maine) war ein US-amerikanischer Anwalt und Politiker, der 1891 bis 1896 Secretary of State von Maine war.

## Leben
Nicholas Fessenden wurde als Sohn von Hewett Chandler Fessenden (1819–1885) und Mary Turner Peterson (1820–1912) in Saco, Maine geboren. Er stammte aus einer einflussreichen Familie. Sein Onkel war der Kongressabgeordnete und Senator William P. Fessenden.
Fessenden besuchte das Bowdoin College und machte dort im Jahr 1868 seinen Abschluss. Er studierte in der Kanzlei von John H. French Recht und erhielt im Jahr 1868 seine Zulassung zum Anwalt. Er war mehrere Jahre Richter am Nachlassgericht im Aroostook County.
Als Mitglied der Republikanischen Partei war er von 1891 bis 1896 Secretary of State von Maine. Fessenden war in Fort Fairfield mehrere Jahre Selectmen and overseers of poor, außerdem Town Clerk.
Fessenden war Freimaurer und gehörte den Odd Fellows an.
Er heiratete Laura Emily Stirling (1852–1876). Das Paar hatte zwei Söhne. Stirling Fessenden ebenfalls Anwalt, später Vorsitzender des Shanghai International Settlements und Reverent Thomas Whittemore Fessenden. Nicholas Fessenden starb am 18. Dezember 1927 in Fort Fairfield, Maine.